# Список контактов (фильм)
«Список контактов» (англ. Deception — обман, ложь) — детектив 2008 года, снятый режиссёром Марселем Лангенеггером. В главных ролях — Юэн Макгрегор, Хью Джекман и Мишель Уильямс.
Съёмки фильма начались в октябре 2006 года и велись в Нью-Йорке и Мадриде. Премьера фильма состоялась 28 апреля 2008 года.
Несмотря на звёздный актёрский состав, фильм не пользовался большой популярностью, собрав в американском прокате около 18 млн долларов при бюджете в 25 млн.

## Сюжет
Аудитор Джонатан Маккуорри (Юэн Макгрегор) сутками просиживает над работой в офисе. Однажды поздно вечером в офисе он знакомится со своим успешным коллегой Уайаттом Боузом (Хью Джекман), с которым Джонатан довольно быстро находит общий язык. Уайатт даже угостил Джонатана марихуаной, которую они раскурили вместе прямо в конференц-зале на работе. Постепенно Боуз знакомит Джонатана с «красивой жизнью», играет с ним в теннис, ходит по ночным клубам, рассуждает о том, что нельзя всего себя отдавать только работе.
Внезапно Боуз уезжает, по его словам, в Лондон, а перед отъездом случайно обменивается мобильными телефонами (аппаратами) с Маккуорри. На телефон Боуза начинают поступать звонки с приглашениями от женщин, и Джонатан откликается на одно из них. Маккуорри оказывается в анонимном секс-клубе, где люди встречаются только на одну ночь, без какой-либо информации друг о друге и дальнейших обязательств.
Джонатан начинает активно пользоваться услугами этого клуба, как сам принимая звонки, так и набирая номера из списка контактов телефона Боуза. Джонатан во время телефонного разговора с Уайаттом рассказал, что ненамеренно воспользовался «услугами» этого клуба. Боуз был не против подобных развлечений Маккуорри.
Однажды Джонатану звонит девушка S, и он, придя на встречу, понимает, что уже видел её однажды в метро, и тогда она ему очень понравилась. Бухгалтер пытается узнать девушку получше, не ограничиваясь только сексом. Она назначает Маккуорри свидание в китайском квартале. В конце свидания неизвестный оглушает главного героя и похищает девушку.
Придя в себя, Джонатан обнаруживает что девушка исчезла. Он вызывает полицию, но прибывшая детектив ничем не может ему помочь. Вскоре он понимает, что к исчезновению его знакомой причастен Уайатт, так как тот на другой день появляется в его квартире и предлагает сделку — Джонатану необходимо перевести большую сумму (а это двадцать миллионов долларов) на указанный Уайаттом Боузом счёт, и тогда тот вернёт ему любовницу. Джонатан наводит справки об Уайатте и узнаёт, что тот ранее уже сидел в тюрьме и что на самом деле у него другое имя. Он пробует шантажировать Уайатта, но безуспешно, тот требует от Маккуорри перевести деньги, иначе он убьёт его подругу. Джонатан переводит деньги на указанный счёт, указывая в качестве получателя самого себя. После этого ему приходит сообщение на телефон, что его девушка ждёт его у него дома. Он спешит домой, но когда открывает дверь, квартира взрывается, и Джонатана отбрасывает взрывом.
Уайатт Боуз гримируется и становится похож на Джонатана. Он улетает на самолёте в другой город с фальшивым паспортом на имя Джонатана Маккуорри. Встречается в отеле с пропавшей девушкой S (которая оказывается его сообщницей по афере) и рассказывает ей, что ему пришлось убить Джонатана, S ругает его и плачет. Позднее загримированный под Джонатана Уайатт приходит в банк, чтобы получить двадцать миллионов, но сотрудник банка говорит, что тот должен привести поручителя, указанного в переводе — Уайатта Боуза. Это Джонатан указал поручителя во время отправки денег, но Уайатт не знал об этом. Уайатт понимает, что деньги ему не отдадут, и выходит из банка. Девушка S, которая обещала подождать его в холле, исчезла. Кто-то трогает загримированного под Джонатана Уайатта за плечо — это Джонатан, он выжил (так как при взрыве погиб пожилой арендодатель квартиры, который пришел, чтобы починить водопроводную трубу) и теперь загримирован под Уайатта и тоже имеет поддельный паспорт. Настоящий Джонатан предлагает своему визави забрать деньги из банка и поделить пополам. Уайатт понимает, что иначе ему не получить денег и соглашается.
Когда оба мужчины выходят из банка с чемоданами, в каждом из которых по 10 миллионов долларов, настоящий Джонатан просит Уайатта сказать, где девушка, обещая отдать половину своей доли. Уайатт предлагает ему пойти в уединённое место, и они идут в парк. Там Уайатт достаёт пистолет с глушителем, собираясь застрелить Джонатана, но гремит другой выстрел — это девушка S выстрелила в Уайатта.
Уайатт Боуз опускается на скамейку и умирает. Джонатан засовывает ему в карман поддельный паспорт на своё имя. Девушка уходит, Джонатан идёт за ней.

## В ролях
- Юэн Макгрегор — Джонатан Маккуорри
- Хью Джекман — Уайатт Боуз/Джейми Гетц
- Мишель Уильямс — S
- Наташа Хенстридж — аналитик с Уолл-Стрит Симон Уилкинсон
- Мэгги Кью — Тина
- Шарлотта Рэмплинг — Белль с Уолл Стрит
- Лиза Гэй Хэмилтон — детектив Руссо
- Ая Кэш — секретарша
- Зои Перри — секретарь №1
- Билл Кэмп — контроллёр Клэнси
- Пас де ла Уэрта - участник списка №1
- Дейзи Бейтс - участник списка №2
- Шэннан Клик - участник списка №3
- Малкольм Гудвин —  таксист Кэбби
- Рэйчел Тейлор — девушка в холле
- Данте Спинотти — герр Кляйнер/мистер Моретти
- Пол Спаркс — детектив Бёрк
- Маргарет Колин — миссис Померанц
- Линн Коэн — жительница квартиры Уайатта
- Флоренция Лозано — секретарь Клэнси
- Дэнни Бурстейн — контроллёр Клут
- Фрэнк Жирардо — Норберт Ньюман

## Прочее
У фильма были и другие варианты названия до его выхода в прокат — «Турист» (англ. The Tourist), «Список» (англ. The List).